# Esmeraldas, Ecuador
Esmeraldas är en provinshuvudstad i Ecuador.   Den ligger i provinsen Esmeraldas, i den nordvästra delen av landet, 180 km nordväst om huvudstaden Quito. Esmeraldas ligger 18 meter över havet och antalet invånare är 165 216.
Terrängen runt Esmeraldas är platt åt nordväst, men åt sydost är den kuperad. Havet är nära Esmeraldas norrut. Runt Esmeraldas är det tätbefolkat, med 982 invånare per kvadratkilometer. Det finns inga andra samhällen i närheten.